# باتريك ألين (ممثل مسرحي)
باتريك ألين (بالإنجليزية: Patrick Allen)‏ (و. 1927 – 2006 م) هو ممثل مسرحي، وممثل أفلام، وشخصية أعمال، وممثل تلفزي بريطاني، ولد في مالاوي، توفي في لندن، عن عمر يناهز 79 عاماً.

## التعليم
تعلم في جامعة مكغيل
.

## وصلات خارجية
- باتريك ألين على موقع IMDb (الإنجليزية)
- باتريك ألين على موقع ألو سيني (الفرنسية)
- باتريك ألين على موقع ميوزك برينز (الإنجليزية)
- باتريك ألين على موقع أول موفي (الإنجليزية)
- باتريك ألين على موقع قاعدة بيانات الأفلام السويدية (السويدية)
- باتريك ألين على موقع ديسكوغز (الإنجليزية)
- باتريك ألين على موقع قاعدة بيانات الفيلم (الإنجليزية)
- باتريك ألين على موقع كينوبويسك (الروسية)